# Санта-Маргарита (Каліфорнія)
Санта-Маргарита (англ. Santa Margarita) — переписна місцевість (CDP) в США, в окрузі Сан-Луїс-Обіспо штату Каліфорнія. Населення — 1291 особа (2020).

## Географія
Санта-Маргарита розташована за координатами 35°23′22″ пн. ш. 120°36′29″ зх. д. / 35.38944° пн. ш. 120.60806° зх. д. (35.389428, -120.608160).  За даними Бюро перепису населення США в 2010 році переписна місцевість мала площу 1,34 км², уся площа — суходіл.

## Демографія
Згідно з переписом 2010 року, у переписній місцевості мешкало 1259 осіб у 507 домогосподарствах у складі 322 родин. Густота населення становила 939 осіб/км².  Було 525 помешкань (392/км²).
Расовий склад населення:
| - 85,5 % — білих - 2,7 % — азіатів - 2,2 % — корінних американців - 0,6 % — чорних або афроамериканців - 3,3 % — осіб інших рас |

До двох чи більше рас належало 5,6 %. Частка іспаномовних становила 16,4 % від усіх жителів.
За віковим діапазоном населення розподілялося таким чином: 20,4 % — особи молодші 18 років, 71,0 % — особи у віці 18—64 років, 8,6 % — особи у віці 65 років та старші. Медіана віку мешканця становила 41,1 року. На 100 осіб жіночої статі у переписній місцевості припадало 101,8 чоловіків;  на 100 жінок у віці від 18 років та старших — 97,6 чоловіків також старших 18 років.
Середній дохід на одне домашнє господарство  становив 63 325 доларів США (медіана — 48 814), а середній дохід на одну сім'ю — 61 405 доларів (медіана — 49 682). За межею бідності перебувало 15,2 % осіб, у тому числі 10,3 % дітей у віці до 18 років та 26,4 % осіб у віці 65 років та старших.
Цивільне працевлаштоване населення становило 543 особи. Основні галузі зайнятості: освіта, охорона здоров'я та соціальна допомога — 40,3 %, науковці, спеціалісти, менеджери — 13,3 %, транспорт — 12,3 %.